# Certified Public Accountant
Certified Public Accountants có nghĩa là kế toán viên công chứng được cấp phép. Đây được coi là một cố vấn tài chính chuyên nghiệp cho các cá nhân và doanh nghiệp. Bạn có thể hiểu nôm na CPA là những kế toán viên lành nghề và trình độ của họ đã được chứng nhận trên toàn cầu.

## Tiêu chuẩn
Tại các nước phương Tây, ứng viên muốn được cấp bằng CPA phải hoàn tất 150 giờ học kế toán chuyên ngành. Tiếp đó là vượt qua các kỳ thi CPA và có 1-2 năm kinh nghiệm làm kế toán với tư cách như một CPA.
Bên cạnh trình độ chuyên môn thì một số nơi lại đòi hỏi thí sinh phải trải qua thêm một số bài kiểm tra hạnh kiểm cá nhân. Vậy nên tài với đức cần song hành trong yếu tố mỗi con người chúng ta.
Nếu bạn thi đỗ và được cấp bằng CPA thì việc học kế toán sẽ không bị trì hoãn. Bạn sẽ được tiếp tục đào tạo hàng năm. Hình thức này giúp bạn không bị rơi vãi kiến thức và có thể trau dồi những kinh nghiệm qua từng năm tháng.